# Neuvilly
Neuvilly là một xã ở trong tỉnh Nord ở miền bắc nước Pháp. Xã này có diện tích 12,57 km², dân số năm 1999 là 993 người. Xã nằm ở khu vực có độ cao từ 71-144 mét trên mực nước biển.